# Karmelietessenklooster (Antwerpen)

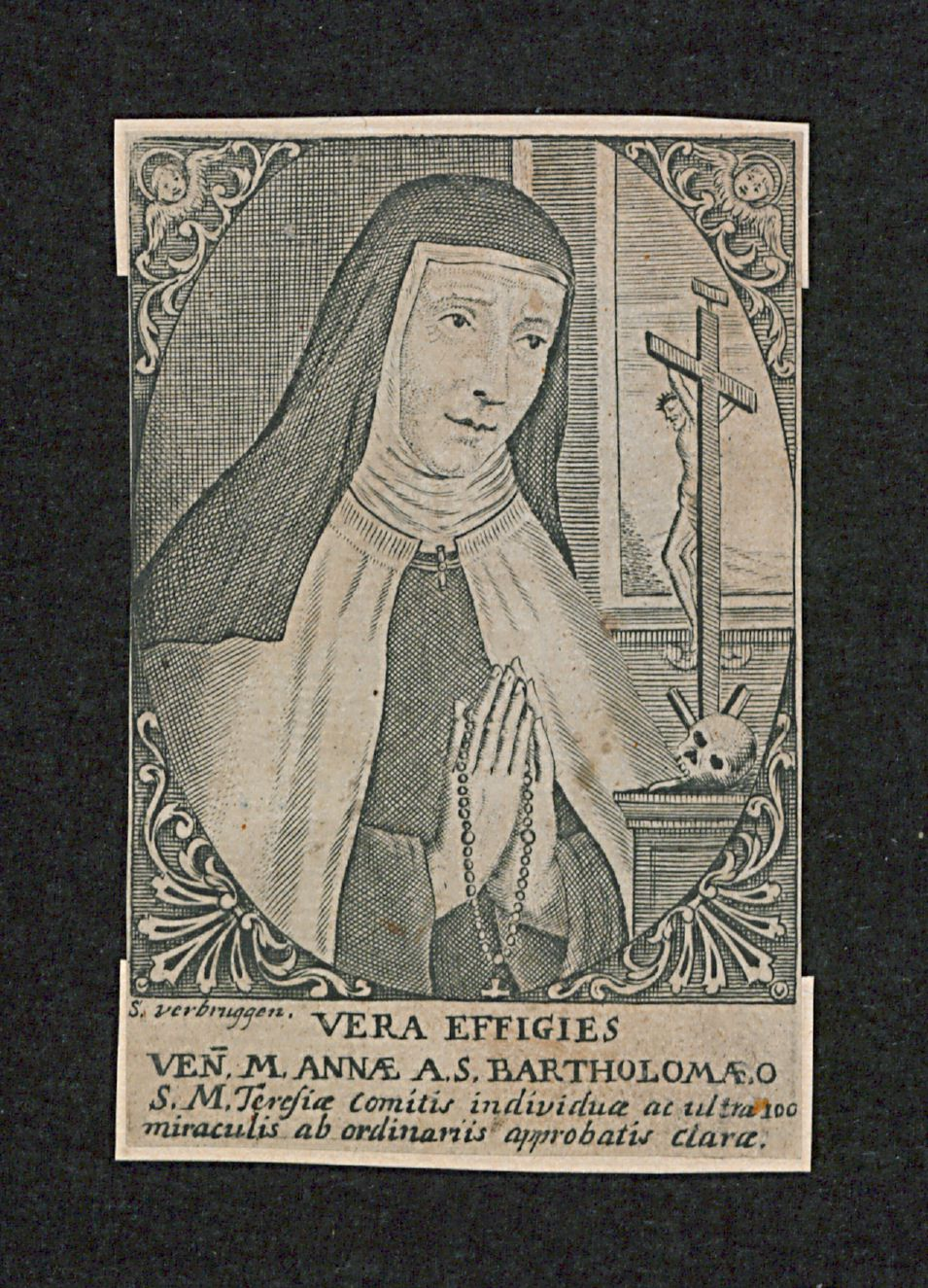
Anna van Sint-Bartholomeus, de stichter van het klooster

Het Karmelietessenklooster in Antwerpen werd gesticht in 1612 door Anna van Sint-Bartholomeüs, een naaste medewerkster en vertrouwelinge van Theresia van Ávila. In 1615 verhuisde de congregatie naar de Rosier, waar het klooster nog steeds bestaat. De kloosterlingen stond in Antwerpen bekend als de ‘Spaanse Theresianen’, dit om een onderscheid te maken met de "Engelse" karmelietessen die actief waren in de stad. 

## Beginjaren
Op 29 oktober kwam Anna aan bij de kapitein van de citadel in Antwerpen. Moeder Anna stichtte het klooster een week later, op 6 november 1612, door samen met drie andere zusters een eerste Heilige Mis op te laten dragen in een huurhuis in de Sint-Jacobsparochie. De eerste novice van het pas opgerichte klooster werd ingekleed op 21 november en zeven anderen van verschillende nationaliteit legden er hun geloften af.

## Verhuis naar de Rosier en verdere uitbreiding
In 1615 kocht de congregatie een grond in de velden tussen de stad en de citadel in de Rosier, waar enkele kleine huizen stonden met een boomgaard, om er een nieuw klooster op te richten. De karmelietessen hadden hiertoe de toestemming gekregen van de aartshertogen Albrecht en Isabella, de bisschop en de stad. Isabella legde op 15 augustus 1615 de eerste steen van de bijhorende Karmelkerk. De gebouwen van het klooster en de kerk werden gewijd aan Theresia van Avila die op 24 april 1614 zalig was verklaard. Op 7 juni 1626 stierf Anna van Sint-Bartholomeüs in haar klooster te Antwerpen.
In 1636 legde "kardinaal-infant" Ferdinand de eerste steen van de huidige kerk, die voltooid was in 1639. In de kleine kerk hangen onder meer portretten van de aartshertogen Albrecht en Isabella en een altaarstuk van Nicaise De Keyser. De ongeschonden vinger van Moeder Anna, bewaard in een reliekschrijn, en haar mantel trekken nog steeds gelovigen aan.
Tijdens de jaren 1640-1645 werd de slotpoort aangebouwd, een vleugel die aansluit bij de kerk en waarin de spreek- en ontvangstruimte van het klooster huizen. Daarna werd een vleugel aan de straatzijde toegevoegd, waarvan de façade dateert van 1653, een blinde lijstgevel met een barokke toegangspoort die de geslotenheid van het klooster symboliseert, hoewel het stadsbestuur bij de stichtingstoelating in 1615 uitdrukkelijk vereist had geen blinde straatgevel te bouwen. De gevel toont gelijkenissen met het nabijgelegen Kartuizersklooster op het Kiel in de Sint-Rochusstraat, waarmee nauwe relaties bestonden en dat dateert uit dezelfde periode.

## Afschaffing en terugkeer naar het klooster
In 1783 werd het klooster afgeschaft, de inboedel verkocht en klooster en kerk respectievelijk gebruikt als kazerne en hooimagazijn. Dit was het gevolg van de religieuze hervormingen onder keizer Jozef II, die alle contemplatieve en dus "nutteloze" kloosterordes ophief. Ondanks verwoede inspanningen van onder meer bisschop Cornelius Franciscus de Nelis konden de karmelietessen pas in 1801 voorgoed terugkeren, en in 1843 werden ze terug in het bezit gesteld van hun kerk. De kloostergebouwen werden in 1967 gerestaureerd door Joseph Louis Stynen.